# Royal Exchange

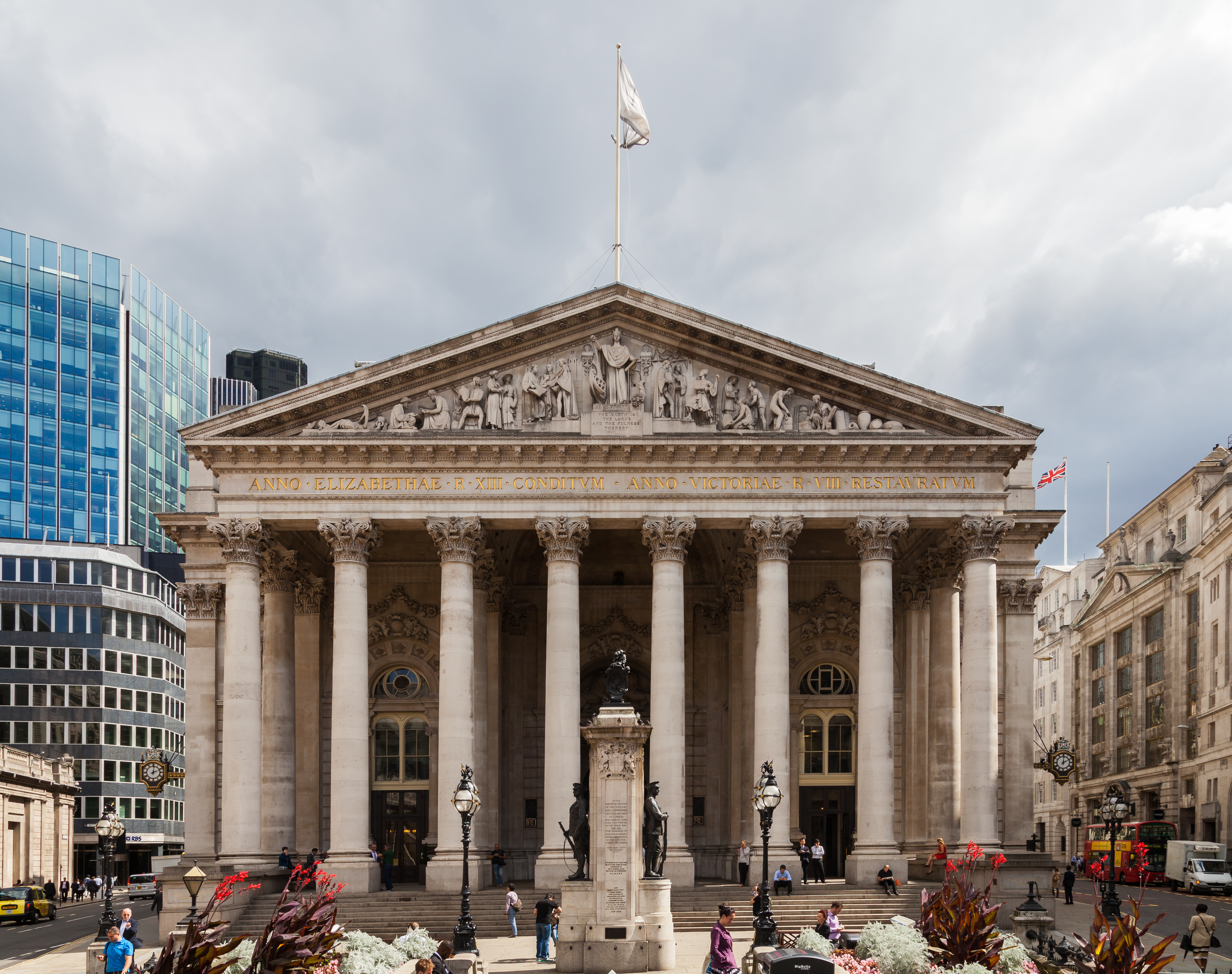
A fachada oeste do Royal Exchange

A Royal Exchange de Londres foi fundada no século XVI pelo comerciante Sir Thomas Gresham por sugestão de seu feitor Richard Clough para atuar como um centro de comércio para a cidade de Londres. O local foi fornecido pela City of London Corporation e pela Worshipful Company of Mercers, que ainda possuem conjuntamente a propriedade. A fundação original foi inaugurada cerimonialmente pela Rainha Elizabeth I, que lhe concedeu o título "real". O atual edifício neoclássico tem planta trapezoidal e fica no coração da cidade. Encontra-se no bairro de Cornhill.
O edifício de foi destruído duas vezes por um incêndio e posteriormente reconstruído. O edifício atual foi projetado por Sir William Tite na década de 1840. O local foi ocupado notavelmente pelo mercado de seguros do Lloyd's por quase 150 anos. Hoje, o Royal Exchange contém Fortnum & Mason The Bar & Restaurant, lojas de luxo e escritórios.
Tradicionalmente, o Royal Exchange é o local onde certas proclamações reais são lidas por um arauto. Fatos como a dissolução do parlamento, a morte ou abdicação de um monarca e a confirmação da ascensão do próximo monarca ao trono pelo Conselho de Ascensão.

## História
Richard Clough sugeriu inicialmente a construção da bolsa em 1562, e seu projeto original foi inspirado na bolsa de Antuérpia, a primeira bolsa do mundo construída propositadamente, com a qual Thomas Gresham, o representante da coroa inglesa em Antuérpia, estava familiarizado, e na qual o projetos das bolsas de Amsterdã (1611)  e Rotterdam também seriam baseados.

Foi o primeiro edifício comercial especializado da Grã-Bretanha, e Clough supervisionou a importação de alguns dos materiais de Antuérpia: pedra, ardósia, lambris e vidro, pelos quais ele próprio pagou milhares de libras. O Royal Exchange foi inaugurado oficialmente em 23 de janeiro de 1571 pela Rainha Elizabeth I, que concedeu ao edifício seu título real e uma licença para vender álcool e bens valiosos. Apenas a troca de mercadorias ocorreu até o século XVII. Os corretores da bolsa não eram autorizados a entrar no Royal Exchange por causa de seus modos rudes, por isso tinham que operar em outros estabelecimentos nas proximidades, como o Jonathan's Coffee-House. O edifício original de Gresham foi destruído no Grande Incêndio de Londres em 1666.  Um segundo complexo foi construído no local, projetado por Edward Jarman e inaugurado em 1669. Apresentava uma alta torre de madeira sobre a entrada sul em Corn Hill; esta acabou caindo em desuso e, em 1821, foi substituída por uma nova torre e cúpula de pedra projetada por George Smith. A segunda Bolsa também foi incendiada em 10 de janeiro de 1838, num incêndio causado por um fogão superaquecido; o incêndio era visível de Windsor, a 39 km de distância. Tinha sido usado pelo mercado de seguros Lloyd's of London , que foi forçado a se mudar temporariamente para South Sea House após o incêndio de 1838.

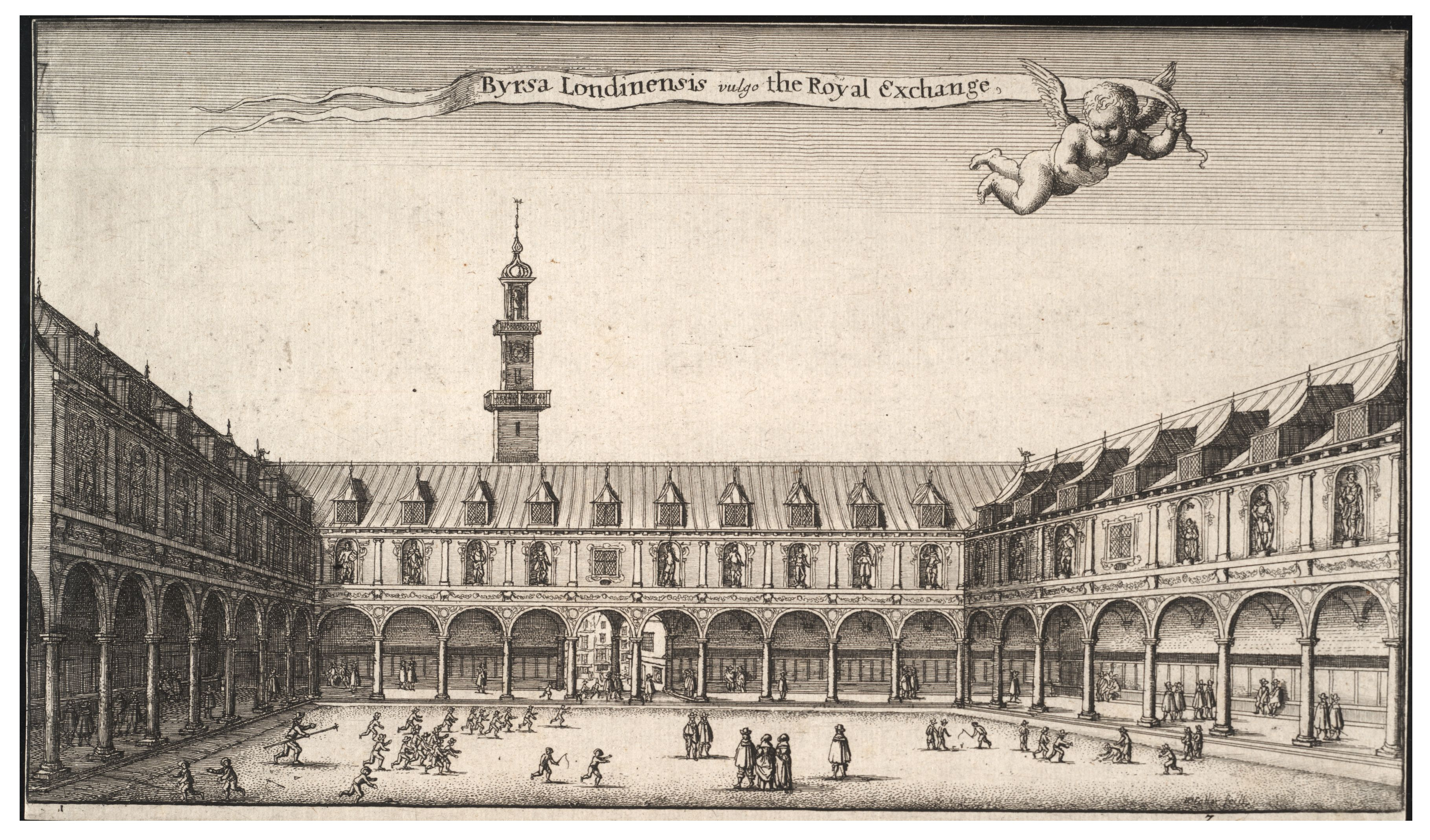
O Royal Exchange original em uma gravura de Wenceslaus Hollar
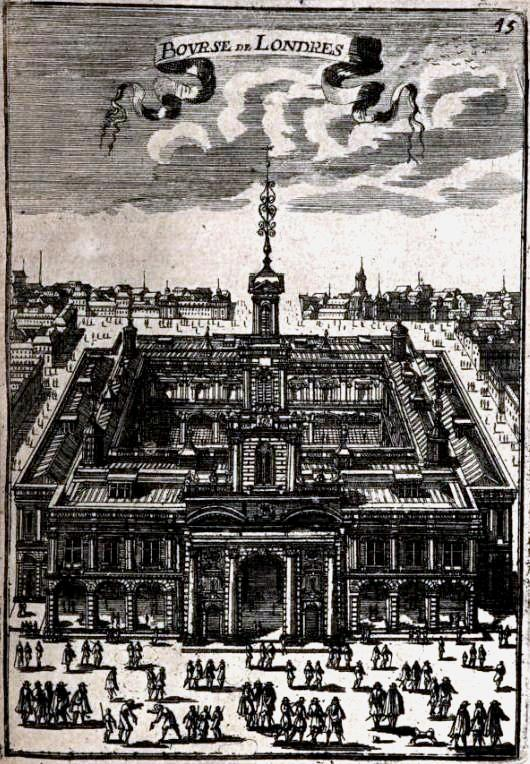
A segunda Royal Exchange de Allain Manesson Mallet em 1683
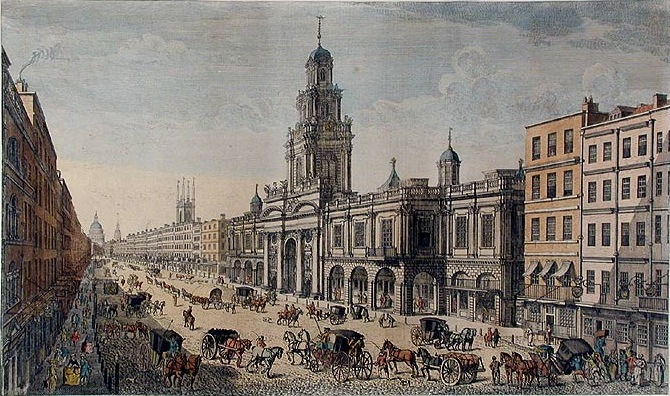
The Royal Exchange de Corn Hill por Thomas Bowles em 1781
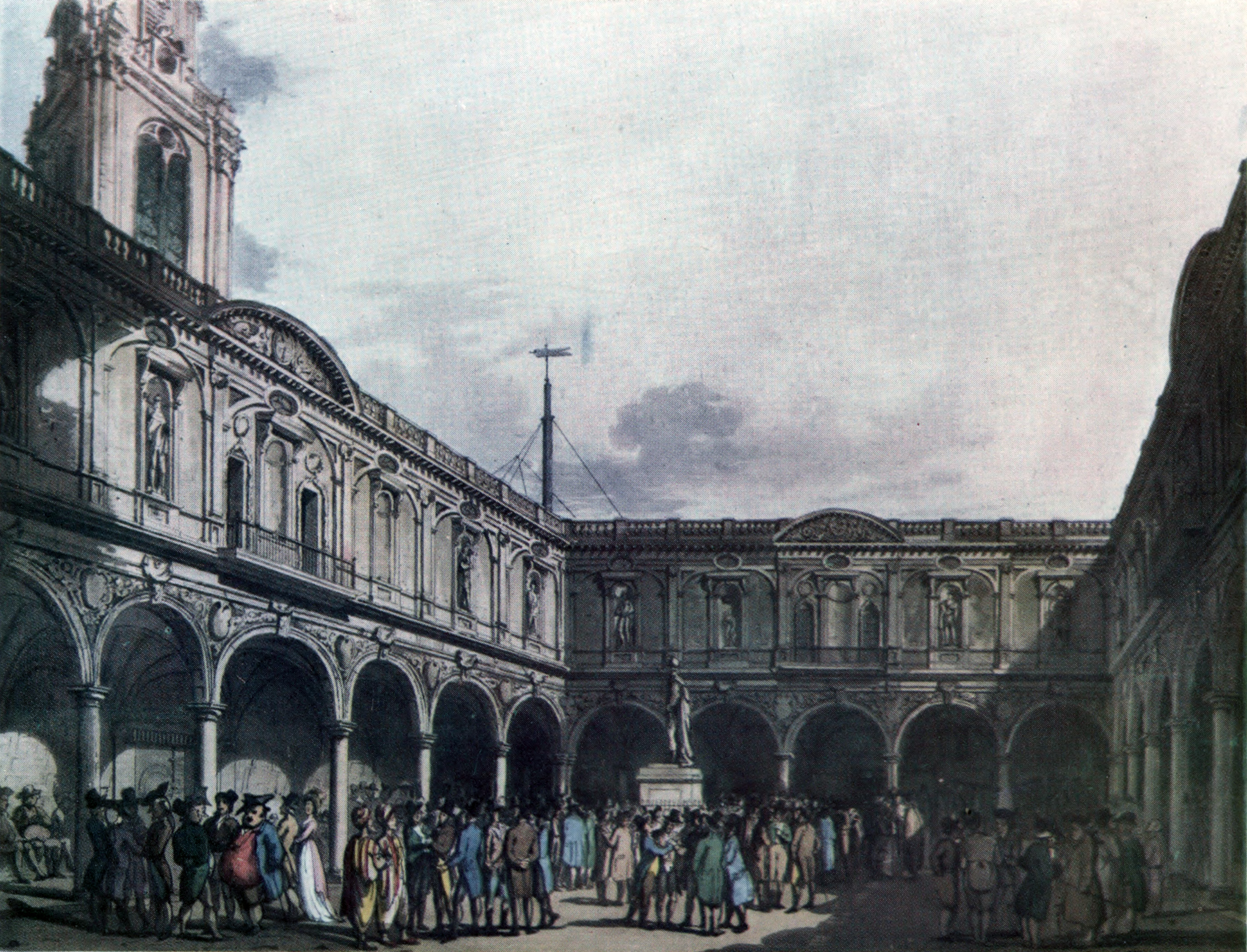
O interior da Bolsa no final do século XVIII
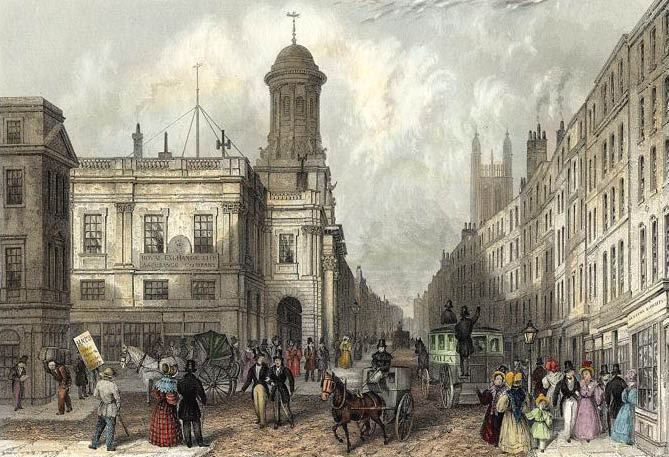
O Royal Exchange em 1837, pouco antes de ser destruído por um incêndio, mostrando a torre substituta